# Copelatus trifilis
Copelatus trifilis är en skalbaggsart som beskrevs av Guignot 1958. Copelatus trifilis ingår i släktet Copelatus och familjen dykare. Inga underarter finns listade i Catalogue of Life.